# Malachia Marchesi De Taddei
Malachia Marchesi De Taddei (Casalmaggiore, 19 agosto 1834 – Napoli, 23 gennaio 1878) è stato un militare italiano, decorato di Medaglia d'oro al valor militare a vivente nel corso della terza guerra d'indipendenza italiana.

## Biografia
Nacque a Casalmaggiore, allora parte dell’Impero austriaco,  il 19 agosto 1834, figlio di Luigi e Carolina de Cristoforis. Nel 1854 fu arruolato come soldato di leva nell’11º Reggimento ulani dell’Esercito imperiale austriaco. Nominato ufficiale nel 1858, quando in seguito all'esito negativo della seconda guerra d'indipendenza la Lombardia venne ceduta al Regno di Sardegna, nel 1860 presentò le sue dimissioni. In quello stesso anno si arruolò nei volontari bolognesi in partenza per la campagna di conquista dell’Italia meridionale, in forza con il grado di sottotenente al 1º Reggimento della Brigata "Sacchi". Passato in servizio attivo nell’Armata Sarda come luogotenente del Reggimento "Cavalleggeri di Lodi", e poi nel Regio Esercito alla proclamazione del Regno d'Italia, nel 1862 fu promosso capitano ed assegnato al Reggimento "Cavalleggeri di Alessandria". Allo scoppio della terza guerra d'indipendenza assunse il comando del 3º Squadrone del reggimento, assegnato alla 16ª Divisione al comando del Principe Umberto. Il 26 giugno 1866, dopo aver catturato un convoglio nemico che cercava di allontanarsi dalla stazione ferroviaria di Villafranca per raggiungere Verona, alla testa del suo squadrone caricò alcuni reparti di ulani della Brigata di cavalleria Pultz che stavano attaccando le truppe della divisione. Per questo fatto fu decorato di Medaglia d'oro al valor militare a vivente. Promosso maggiore del Reggimento "Foggia Cavalleria" nel novembre 1872, divenne tenente colonnello nel luglio 1877 in forza al Reggimento "Cavalleggeri di Lucca". Si spense a Napoli il 23 gennaio 1878.
Una via di Milano porta il suo nome.